# Johann Justus Hansen
Johann Justus Hansen (* um 1728; † 31. Oktober 1801 in Angerstein (Nörten-Hardenberg)) war ein Orgelbauer Ausgang des 18. Jahrhunderts.
Johann Justus Hansen wurde als Sohn von Johann Tobias Hansen (* um 1700; † 20. Dezember 1771 in Göttingen), der von 1763 bis 1770 als Orgelbauer nachgewiesen ist. Johann Justus führte den väterlichen Betrieb bis etwa 1795 in Angerstein fort. Seine Werke sind vom Spätbarock geprägt.
Er lebte eine Zeit lang in Angerstein, hat aber wohl auch in Hardegsen gewohnt.

## Nachgewiesene Orgelbauten
| Jahr    | Ort                | Kirche                 | Bild | Manuale | Register | Bemerkungen                                                                      |
| ------- | ------------------ | ---------------------- | ---- | ------- | -------- | -------------------------------------------------------------------------------- |
| 1764    | Vernawahlshausen   | St.-Margarethen-Kirche |      | I/P     |          | Prospekt erhalten                                                                |
| um 1770 | Lindewerra         | St. Maria              |      | I/P     | 11       | Zuschreibung; weitgehend erhalten                                                |
| 1773    | Harste             | St. Johannis           |      | I/P     |          | 1907 Neubau durch P. Furtwängler & Hammer; Prospekt erhalten                     |
| 1776    | Weende (Göttingen) | St. Petri              |      | I/P     | 14       | Vollendung des Neubaus von Johann Tobias Hansen (ab 1767); 1848 abgebrochen      |
| 1784    | Hardegsen          | St. Mauritius          |      | I/P     | 18       | 1930 durch Neubau ersetzt; 1996 Neubau durch Bernhardt Edskes; Prospekt erhalten |